# Renouvellement urbain
Pour les articles homonymes, voir Rénovation urbaine.

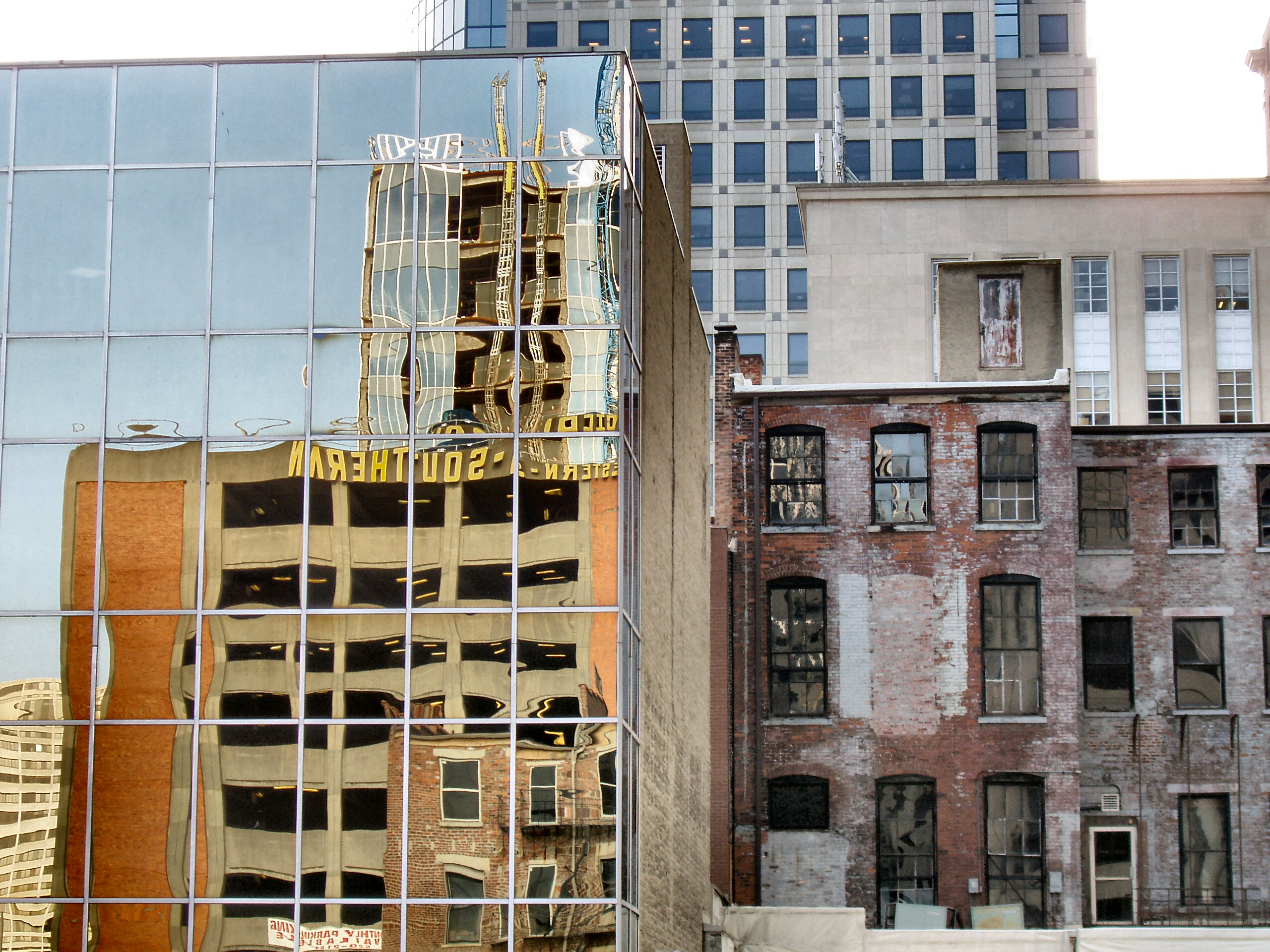
Contrastes créés par le renouvellement urbain à Cincinnati (Ohio, États-Unis).

Le renouvellement urbain ou renouvèlement urbain est, en urbanisme, une forme d'évolution de la ville qui désigne l'action de reconstruction de la ville sur elle-même et de recyclage de ses ressources bâties et foncières. Celle-ci vise en particulier à traiter les problèmes sociaux, économiques, urbanistiques, architecturaux de certains quartiers anciens ou dégradés, ainsi qu’à susciter de nouvelles évolutions de développement notamment économiques, et à développer les solidarités à l'échelle de l'agglomération (meilleure répartition des populations défavorisées, au travers de l’habitat social notamment).
Le renouvellement urbain a pour principal but de limiter en surface l'étalement urbain et la périurbanisation en valorisant l'habitat dense concentré, notamment pour diminuer l'empreinte écologique des habitats, et par suite de la ville elle-même. La ville peut être renouvelée sur des quartiers anciens (logements vacants ou logements insalubres, commerces, bâti industriel, équipements...), mais aussi sur des zones industrielles ou friches industrielles. Les bourgs anciens connaissent aussi des mutations, au sein des zones précédemment citées mais aussi de corps de fermes.
Cette notion, développée par des architectes, urbanistes et aménageurs tenants du développement durable, est née dans les années 1980. Pour autant, le renouvellement urbain est un phénomène mondial et historique, pratiqué depuis des siècles dans les villes occidentales et orientales. Il a été particulièrement important à l’issue de la Seconde Guerre mondiale, notamment en Russie, en Allemagne, au Japon et en France.
Le plus grand programme de renouvellement urbain en Europe est en cours depuis 2010 à Łódź en Pologne. La vaste majorité des espaces industriels et résidentiels a été construite au XIXe siècle et la rénovation a été négligée après la Seconde Guerre mondiale. Les autorités de Łódź ont transformé le quartier post-industriel en nouveau centre-ville. En ce concerne les projets terminés à Łódź, on peut citer la Gare Łódź Fabryczna et le Musée de la Science EC1 (dans l'ancienne centrale électrique).
Le renouvellement urbain est mentionné pour la première fois dans les textes de lois officielles, dans la loi du 13 décembre 2000: Loi relative à la solidarité et au renouvellement urbains couramment nommé SRU. Il est à présent lié à l'objectif "zéro artificialisation nette" promulgué dans la loi du 22 août 2021 concernant la lutte contre le dérèglement climatique et renforcement de la résilience face à ses effets. Cet objectif, à horizon 2050 à pour but de contenir la ville sur la surface qui l'a compose actuellement et ainsi empêcher le phénomène d'étalement urbain. A terme, la construction de nouvelles surfaces artificialisées sera impossible ou sera nécessairement compensé par une zone de surface équivalente à désartificialiser.
Depuis les années 2000, il y a une prise en compte croissante des intérêts de la population résidant dans les procédures de renouvellement urbain.

## Histoire
Le renouvellement diffus des cellules bâties est un phénomène très ancien, causé par la guerre, les catastrophes naturelles (incendies, inondations, séismes, tsunamis…), l'évolution des techniques de construction ou des normes, l'évolution des besoins créant de la vacance ou nécessitant des transformations (notamment lorsque l'espace constructif est limité), ou encore de la diversité des strates différentes de peuplement que la ville a connu (chaque groupe ayant des économies et des organisations sociales différentes).
Ainsi, des villes antiques comme Bagdad ou Athènes ont considérablement renouvelé, au cours de leurs millénaires d’existence, leur tissu urbain. Ce renouvellement est aussi la conséquence d’incendies : de nombreuses villes ont connu des incendies destructeurs : Lisbonne, Londres, Chicago, Rome, Izmir… Pour répondre à ce risque, dans la ville d'Arras, à la suite d'un décret local, les constructions en bois ont été remplacées à la fin du Moyen Âge par des constructions en pierre. D’autres mutations peuvent être effectuées comme dans les anciennes villes coloniales américaines, New York ou Chicago, qui ont rasé des demeures basses et espacées pour laisser la place à des gratte-ciels. Mais c’est le plus souvent les destructions engendrées par la Première Guerre mondiale qui conduisent à une reconstruction à l'identique. Ou encore, après la Seconde Guerre mondiale, la reconstruction se fait selon les principes de la charte d'Athènes, en rupture avec le passé. Les travaux sont très importants, on estime qu'ils ont duré environ 30 ans.
En France, ce n’est qu’à partir du XIXe siècle que se sont développées les premières procédures efficaces permettant un renouvellement groupé du tissu urbain. Le terme n'apparait dans la loi qu'en 2000, dans la loi dite SRU (Solidarité et renouvellement urbain).

## Phénomène de densification

### Renouvellement urbain spontané et encadré
Le renouvellement urbain se traduit en général, mais pas systématiquement, par une densification du tissu urbain existant. La ville évolue sur elle-même et sa croissance se fait par mutation du tissu urbain (démolition/reconstruction, réutilisation du patrimoine ou construction dans les friches urbaines ou industrielles et les dents creuses).
Actuellement, dans un souci de développement durable et de flambée du prix du pétrole, reconstruire la ville sur elle-même, sans consommer de nouveaux terrains vierges, est une réponse apportée à l'étalement urbain. La plupart du temps, il est plus coûteux de démolir pour reconstruire ou de changer l'usage des bâtiments existants que de construire sur des parcelles libres. L'offre de logements neufs à proximité d'une zone plus ancienne est un frein au renouvellement spontané de celle-ci, elle lui fait concurrence. Le renouvellement urbain « spontané » ne se produit que dans les quartiers les plus attrayants, où une hausse des prix des logements est généralement une conséquence permettant de rentabiliser l'opération immobilière, et entraînant souvent une ségrégation sociale.

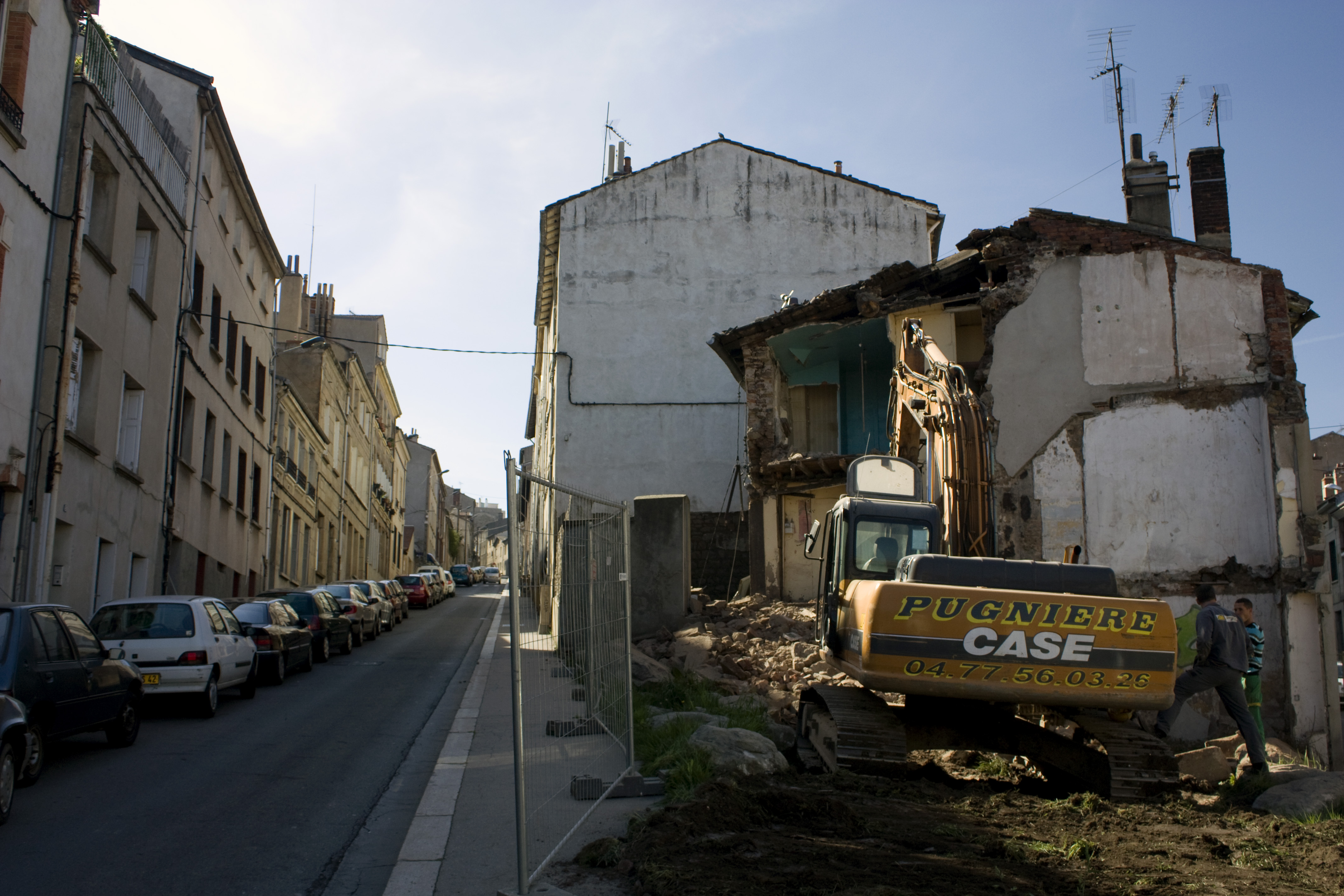
Saint-Étienne - Place Edmond Maurat - Destruction de l'îlot insalubre 1

Pour permettre le renouvellement urbain dans les zones moins tendues, et a fortiori pour maintenir ou favoriser la mixité sociale, une action publique est nécessaire. En France, l’Agence nationale pour la rénovation urbaine créée par l’article 10 de la loi d'orientation et de programmation pour la ville et la rénovation urbaine, définit cet objectif comme l’un de ses rôles principaux.
Les EPF (Établissement public foncier) sont également des structures majeures du renouvellement urbain, en matière de financements et d'opérations.

### Leviers favorables au renouvellement urbain
Une étude menée en 2012 - 2013 dans la Région Nord-Pas-de-Calais identifie les 5 leviers suivants : l'amélioration de l'état du patrimoine bâti et des conditions d'habitat, la mobilisation du foncier, la régularisation de la forme urbaine, la favorisation de la mixité sociale ainsi que la contribution au financement des équipements publics.
L'objectif est une stratégie d'action transversale favorable au renouvellement urbain en milieu périurbain ou rural.
Dans cette perspective, certains dispositifs règlementaires, fiscaux, financiers, contractuels ou juridiques peuvent être mis en œuvre.

### En France

#### Le programme de rénovation urbaine 2004-2014  (PNRU)
Le programme national pour la rénovation urbaine (PNRU) a été lancé en 2003 afin de transformer en profondeur 490 quartiers comportant une forte concentration de ménages en difficulté sociale et économique.
Ce travail a été confié à l’Agence nationale pour la rénovation urbaine (ANRU), afin d’enclencher une nouvelle dynamique de développement territoriale et sociale dans les quartiers prioritaires de la ville (QPV). Ainsi, des logements ont été réhabilités ou reconstruits, de nouveaux équipements ont été construits créés ou rénovés (parcs, écoles, médiathèques…), l’implantation des commerces et d’entreprises a été facilitée …

#### Le nouveau programme national de renouvellement urbain 2014-2024  (NPNRU)
Après cela, le nouveau programme national de renouvellement urbain (NPNRU) est né pour proposer une nouvelle approche de l’aménagement des territoires : le passage de la rénovation urbaine au renouvellement urbain de la transformation des quartiers. Le PNRU était focalisé sur des opérations massives de réaménagement des quartiers comme la déconstruction, la destruction d’immeubles dégradés et la reconstruction de nouveaux logements. Le NPNRU, lui mobilise tous les outils pour développer l’ensemble des fonctions économiques et sociales des quartiers, en accordant une place centrale aux habitants. L’enjeu de ce dernier est d’engager cette transformation continue ajouté à d’autres initiatives conçues par le Gouvernement dans le cadre des contrats de villes.

#### Leviers fiscaux
En France, il faut noter un paradoxe. Alors que la construction neuve fait concurrence au renouvellement urbain, ce sont les recettes des zones à bâtir qui permettent d'équilibrer les opérations des communes ou les budgets des bailleurs (vente des terrains et taxes d'habitation face aux coûts du logement social et du renouvellement urbain).
La collectivité peut mettre en place différentes taxes : taxe sur les logements vacants, taxe sur les friches commerciales.

### Renouvellement urbain et environnement
Le renouvellement urbain peut être l'occasion d'améliorer sur un site le paysage, la biodiversité, la trame verte et bleue, la gestion des risques, la qualité des sols (dépollution) et de l'air (plantations). Le végétal peut jouer un rôle multiple, jusqu'à l'assainissement et la phytoépuration, à condition que le projet anticipe le temps nécessaire aux processus biologiques de dépollution.

#### Équilibre entre densification et respirations
Depuis le sommet de Rio et peu à peu, les responsables de la ville accordent plus d'importance aux services écosystémiques que peuvent rendre les espaces verts, jardins et boisements et forêts urbaines ou friches (s'ils sont intégrés dans un réseau écologique cohérent ; dit Trame verte et bleue en France). C'est le domaine de l'écologie urbaine, qui se décline par exemple dans les écoquartiers qui changent la forme urbaine, dont pour améliorer la qualité de l'air, la qualité de l'environnement sonore, et en ajoutant une large dimension environnementale au renouvellement urbain. Au-delà des espaces verts, la qualité du renouvellement urbain passe aussi par le travail sur les espaces publics : « Quand on construit on doit le faire en renouvellement urbain c'est-à-dire en restructuration des centres bourgs, en continuité de ce qui existe. Là il faut faire très attention à faire des espaces végétalisés pour que la densité soit acceptable et acceptée. Pour que l'intimité soit préservée, la qualité de l'espace public est fondamentale. » - Jean-Yves Chapuis, ancien Vice-Président de Rennes Métropole.
Les services agronomiques, écologiques et paysagers des espaces périurbains et ruraux, bien reconnus, sont également à prendre en compte dans un projet de renouvellement urbain d'un village ou intercommunal,.

#### Gestion des eaux
Un projet en renouvellement urbain peut être l'occasion de gérer les eaux pluviales de manière alternatives, et de réduire les écoulements vers l'aval voire les risques d’inondation sur le site même et en aval. Certains projets proposent même une déminéralisation (friche existante). Par exemple, la ville de Nîmes va diminuer les surfaces imperméables de 95 % à 75 % dans le secteur Hoche-Sernam (site de 20 ha).

## Phénomène de rénovation urbaine et architecturale

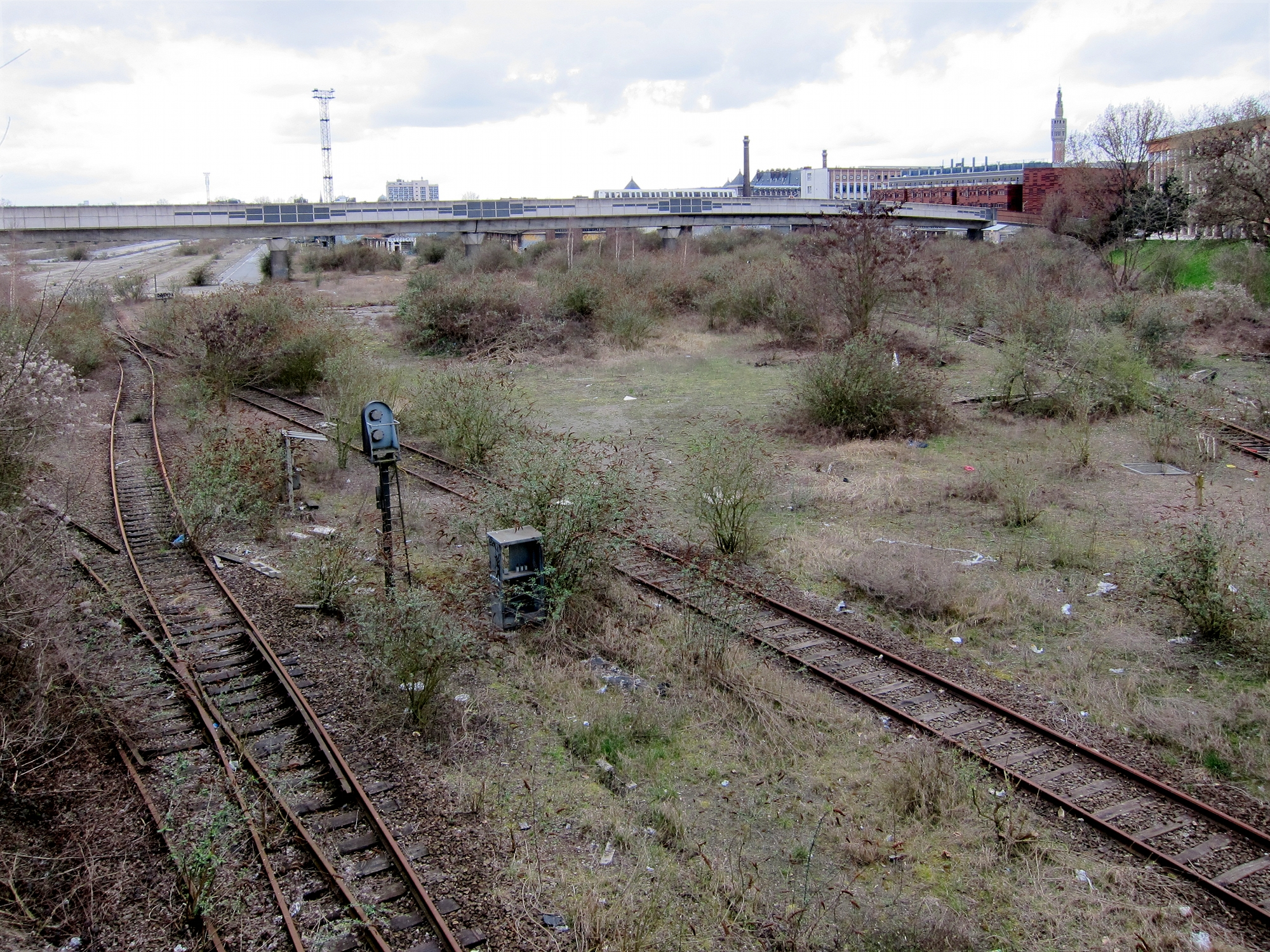
Friche Saint-Sauveur à Lille, en projet de réhabilitation urbaine, qui intégrera une nouvelle station de métro.

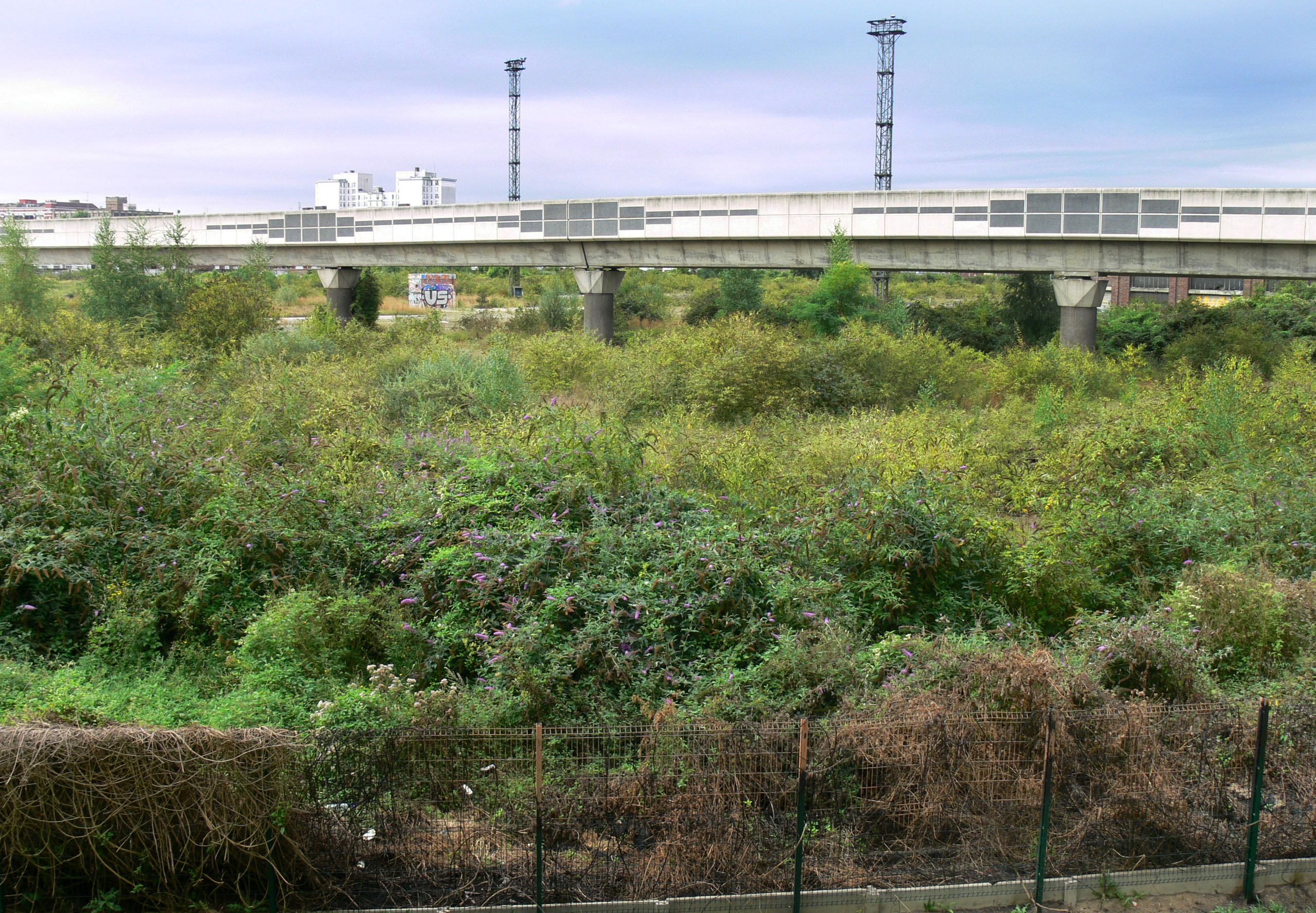
La même Friche Saint-Sauveur, en 2009 (végétation et renaturation spontanées).

Le renouvellement urbain désigne aussi parfois le phénomène plus limité de restauration de quartiers existants sans avoir recours pour autant à la démolition. On parle alors de réhabilitation. En France, deux types de quartiers sont principalement concernés, les grands ensembles et les quartiers anciens de centre-ville.
Les années 1980 se sont accompagnées d’une prise de conscience politique de la valeur des quartiers historiques. Par exemple, pour la ville de Lyon, la réhabilitation du quartier Saint-Jean devint un objectif primordial qui fut réalisée particulièrement rapidement. À Saint-Étienne, la rénovation du centre-ville fut un enjeu majeur de transformation d’une image défavorable de la ville surnommée « ville noire » du fait de son histoire minière, et ainsi retrouver son attrait. De son côté, la ville de Rennes positionne sa politique d’aménagement urbain (sa ceinture verte, son SCOT, son PLU, son PLH) avec l'objectif majeur de s’appuyer davantage sur le concept de renouvellement urbain que d’étalement urbain. L’idée de reconstruire la ville sur elle-même à l’intérieur de l’anneau de sa rocade, en préservant les espaces verts, ruraux et naturels, guide les choix de la ville depuis les années 60.
Face au risque important d'embourgeoisement urbain, l’intervention partenariale entre l’État, les collectivités territoriales et les bailleurs sociaux doit permettre un objectif de réinsertion sociale dans le but d’une mixité sociale, au moyen de subventions définies par les collectivités publiques et l’État. En France, cette mission d'amélioration incombe également à l’Agence nationale de l’habitat, via les opérations programmées d’amélioration de l'habitat (OPAH).

## Notions proches
Les termes ci-dessous sont utilisés de manières diverses et variées, et souvent l'un pour l'autre. Il n'y a pas de définitions précises et reconnues. On trouve ici leur sens opérationnels les plus courants. Ces définitions permettent surtout de distinguer chacun de ces cinq termes de manière cohérente d'un point de vue pratique.
- La réhabilitation désigne l'action de réaliser des travaux importants dans un bâtiment existant pour le remettre en bon état. Il s'agit souvent d'une remise aux normes de sécurité et de confort dans un bâtiment qui n'est plus apte à remplir ses fonctions dans de bonnes conditions. On parle de réhabilitation lourde lorsque l'on ne conserve que la structure (changement fréquent de l'organisation générale du bâtiment). Dans le cas de travaux moins importants (conservation de l'organisation et de la plupart des murs de cloisonnement) il s'agit d'une réhabilitation légère.
- La rénovation est l'action de détruire un bâtiment pour en reconstruire un neuf. Ce terme est souvent utilisé pour parler de réhabilitation, alors que ces deux notions sont sensiblement différentes dans le cadre du renouvellement urbain.
- La reconstruction signifie en général que l'on détruit un bâtiment pour le reconstruire à l'identique, parce que la construction d'origine est trop dégradé pour être réhabilité. On profite souvent de cette opération pour apporter quelques améliorations techniques par rapport à la construction antérieure. Attention, ce terme est souvent (voire la plupart du temps) utilisé pour parler de rénovation qui implique la construction d'un bâtiment totalement différent de celui qu'il remplace. Historiquement on a parlé de reconstruction en période d'après-guerre, or dans la plupart des cas on ne reconstruisait alors pas à l'identique (sauf les centres historiques de certaines villes d'Allemagne ou de Pologne par exemple, comme la vieille ville de Varsovie).
- La rénovation urbaine est une notion politique qui se rapporte à l'ANRU. Cette dernière vise à reconstruire la ville sur la ville par le financement d'actions de rénovation et de réhabilitation de bâtiments dégradés à l'échelle d'un quartier. C'est notamment le cas du quartier du Blosne à Rennes.
- Le renouvellement urbain est au sens large, une notion plus large qui désigne la reconstruction de la ville sur la ville à l'échelle d'une commune ou d'une agglomération (Ville renouvelée sur elle-même, ville dense…)
- La régénération urbaine est une expression moins utilisée en français. Elle est cependant largement répandue au niveau européen comme traduction du terme anglais urban regeneration, qui correspond à la définition originelle du renouvellement urbain puisqu'il sous entend une notion de relance économique et d'intervention de grande envergure, à une échelle plus globale que celle des "quartiers".